# 鬼頭莫宏
鬼頭莫宏（1966年8月8日—），日本漫畫家、插畫家。出身於愛知縣。名古屋工業大學工業部畢業。已婚。血型A型。
1987年在《週刊少年Sunday》出道，後來成為菊地正太的助手，並於1995年時在《月刊Afternoon》上再度復出。主要作品包括《星星公主》、《地球防衛少年》。

## 來歷
1966年8月8日出生於愛知縣。小學時因為讀了貝塚ひろし的漫畫而開始想畫漫畫。之後則受到小澤さとる與松本零士的影響。高中時將戰鬥機作品投稿到《週刊少年Sunday》，不過沒有得到獎項。

## 作品列表

### 漫畫作品
- （1996年－1997年，月刊Afternoon，全2冊）
- 星星公主（1998年－2003年，月刊Afternoon，全12冊）
- （1999年刊，BiBLOS，全1冊）亦在網站上連載
- （2003年－2005年，全1冊）
- （2004年發行，IKKI COMIX，全1冊）包括出道作品
- 地球防衛少年（2004年－2009年，月刊IKKI，全11冊）
- （2006年－，已出版1冊）
- （2008年，Jump Square）読み切り作品
- （2009年，Jump Square）読み切り作品
- 有什麼不對嗎？（2009年－）
- 鐵馬新星（2009年－）

### 插畫
- （夏見正隆著，德間書店）封面插畫、插圖
- （夏見正隆著，德間書店） - 表紙イラスト、挿絵
- 浮士德 vol.1－vol.3
  - 佐藤友哉的短編小説《紅色的莫斯科騾子》、《黑色的寶礦力水得》、《彩色的檸檬健怡可樂》插畫

## 外部連結
- （日語） パズルピースがこんなとこ （页面存档备份，存于），個人網站